# Ralph Robinson
Ralph Robinson (1520-1577) fue un erudito inglés, más conocido por su traducción al inglés de Utopía (1516) de Tomás Moro, originalmente escrito en latín.
Fue educado en la Escuela de Stamford (Lincolnshire) y Corpus Christi College (Oxford). En la escuela, fue contemporáneo de William Cecil, primer barón Burghley, quien más adelante fue alto tesorero de Inglaterra y asesor principal de Isabel I de Inglaterra.
El prólogo de su traducción se lo dedicó a Cecil, donde alude a sus días de escuela juntos.